# Tunnel de Neuchâtel
Le tunnel de Neuchâtel est un tunnel autoroutier urbain à deux tubes situé dans le canton de Neuchâtel en Suisse. Parcouru par l'autoroute A5, il permet la traversée de la ville de Neuchâtel. D'une longueur de 4 150 mètres, il est ouvert à la circulation depuis 1993.

## Situation
Le portail Ouest est à la jonction 11 Neuchâtel-Serrières de l'A5, qui permet notamment la connexion avec la route principale 5, ici sur le quai Max-Petitpierre. À environ 1 km du portail ouest, le tunnel est connecté à l'échangeur 12 Neuchâtel-Vauseyon, qui permet de rejoindre l'autoroute J20/route principale 20 vers La Chaux-de-Fonds, ainsi qu'à la jonction Neuchâtel-Centre qui rejoint la route principale 5. Le portail Est se situe à la jonction 13 Neuchâtel-Maladière qui connecte avec les routes principales 5 et 10 sur la rue des Falaises.

## Historique
Dans le cadre de l'assainissement des tunnels et des infrastructures électromécaniques (signalisation, vidéo-surveillance ou sécurité, par exemple), l'Office fédéral des routes (OFROU) mène des travaux d'assainissement du tunnel de mars 2015 à fin 2019 pour un coût de 300 millions de francs. Le nouveau système de ventilation permettant de pulser l’air à 100 km/h a été testé en novembre 2017.